# Prêmio Lise Meitner
O Prêmio Lise Meitner (em inglês:  Lise Meitner Prize) de física nuclear e suas aplicações é concedido desde 2000 a cada dois anos pela European Physical Society. Homenageia Lise Meitner. Representa o espectro e a força da física nuclear na Europa, concedido a físicos da área europeia.

## Recipientes
- 2000 Peter Armbruster, Gottfried Münzenberg e Yuri Oganessian
- 2002 James Philip Elliott e Francesco Iachello
- 2004 Bent Herskind e Peter John Twin
- 2006 Heinz-Jürgen Kluge e David Brink
- 2008 Reinhard Stock, Walter Greiner
- 2010 Juha Äystö
- 2012 Karlheinz Langanke, Friedrich-Karl Thielemann
- 2014 Johanna Stachel, Peter Braun-Munzinger, Paolo Giubellino, Jürgen Schukraft